# Puente atirantado
Un puente atirantado, en ingeniería civil,  es un puente cuyo tablero está suspendido de uno o varios pilones centrales mediante obenques. Se distingue de los puentes colgantes porque en estos los cables principales se disponen de pila a pila, sosteniendo el tablero mediante cables secundarios verticales, y porque los puentes colgantes trabajan principalmente a tracción, y los atirantados tienen partes que trabajan a tracción y otras a compresión. También hay variantes de estos puentes en que los tirantes van desde el tablero al pilar situado a un lado, y de ahí al suelo, o bien están unidos a un único pilar como el puente del Alamillo en Sevilla.

## Historia
El diseño más antiguo de un puente atirantado que se conoce data de 1617 y fue publicado en Venecia por Fausto Verancio, un erudito local, en una colección Machinae Novae Fausti Verantii siceni. Muestra una plataforma de madera sostenida por cadenas de hierro suspendidas desde las torres situadas en cada una de las dos orillas. Este tipo de puente también se encuentra en África, con tirantes hechos en liana, y en Asia, con tirantes de bambú. 
El primer puente atirantado construido data de 1784 y fue diseñado por el alemán Carl Imanuel Löscher (1750-1813). Tiene 12 m de largo y está hecho de metal y madera. 
Dos ingenieros británicos, James Redpath y John Brown, construyeron en 1817 la pasarela peatonal del King's Meadows Bridge sobre el río Tweed, que tenía un tramo atirantado de 33,6 m de luz. Los tirantes eran cables anclados a pilonas de fundición. Un sistema de cadenas inclinadas se adoptó en 1817 para el puente de la abadía Dryburgh sobre el Tweed. Tenía una luz de 79,3 m. Se había observado ya que el tráfico peatonal en el puente causaba vibraciones que podían desplazar fácilmente las cadenas. El puente fue destruido por un fuerte vendaval. 
En 1821, fue el arquitecto Poyet quien propuso construir un tablero suspendido de torres mediante barras de hierro colocadas en forma de abanico. En 1823, el ingeniero y matemático Henri Navier (1785-1836) estudió este tipo de puente con cadenas inclinadas. 
En 1824, el arquitecto alemán Gottfried Bandhauer (1790-1837) construyó un puente atirantado para cruzar el río Saale en Nienburg. Su luz central tenía 78 m; con una flecha importante, colapsó bajo el peso de la multitud. Motley construyó otro puente atirantado en Tiverton en 1837 y Hartlley, en 1840, construyó un puente de tirantes paralelos. Al mismo tiempo, se instaló el puente del canal navegable de Mánchester (Manchester Ship Canal Bridge) con tirantes en forma de abanico. En 1843, Clive propuso  un original sistema de sujeción, mezcla de cables de suspensión dispuestos en paralelo y en abanico. 
En 1858, Rowland Mason Ordish, junto con William Henry Le Feuvre, tomó una patente sobre un sistema de puente suspendido atirantado. Fue implementado en el puente Franz Josef, en Praga, y luego en el Albert Bridge de Londres.

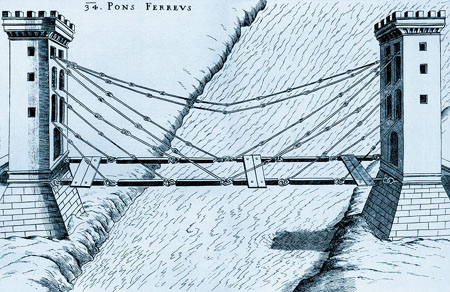
Primer dibujo de un puente atirantado de Fausto Veranzio (ca. 1595/1616)]
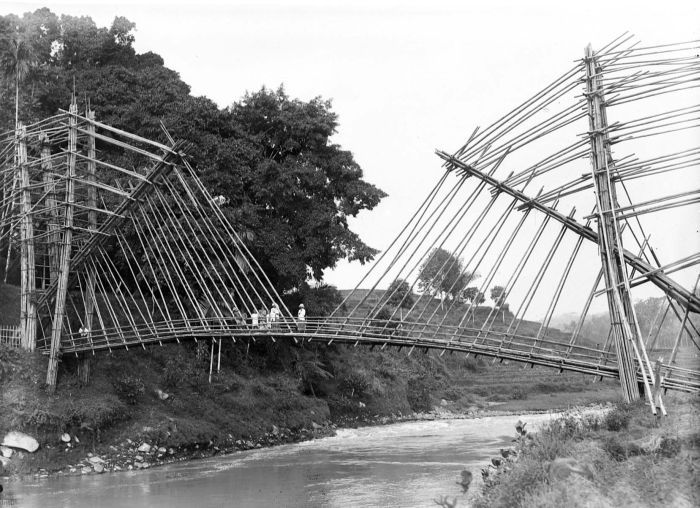
Puente en bambú con tirantes, en Java.
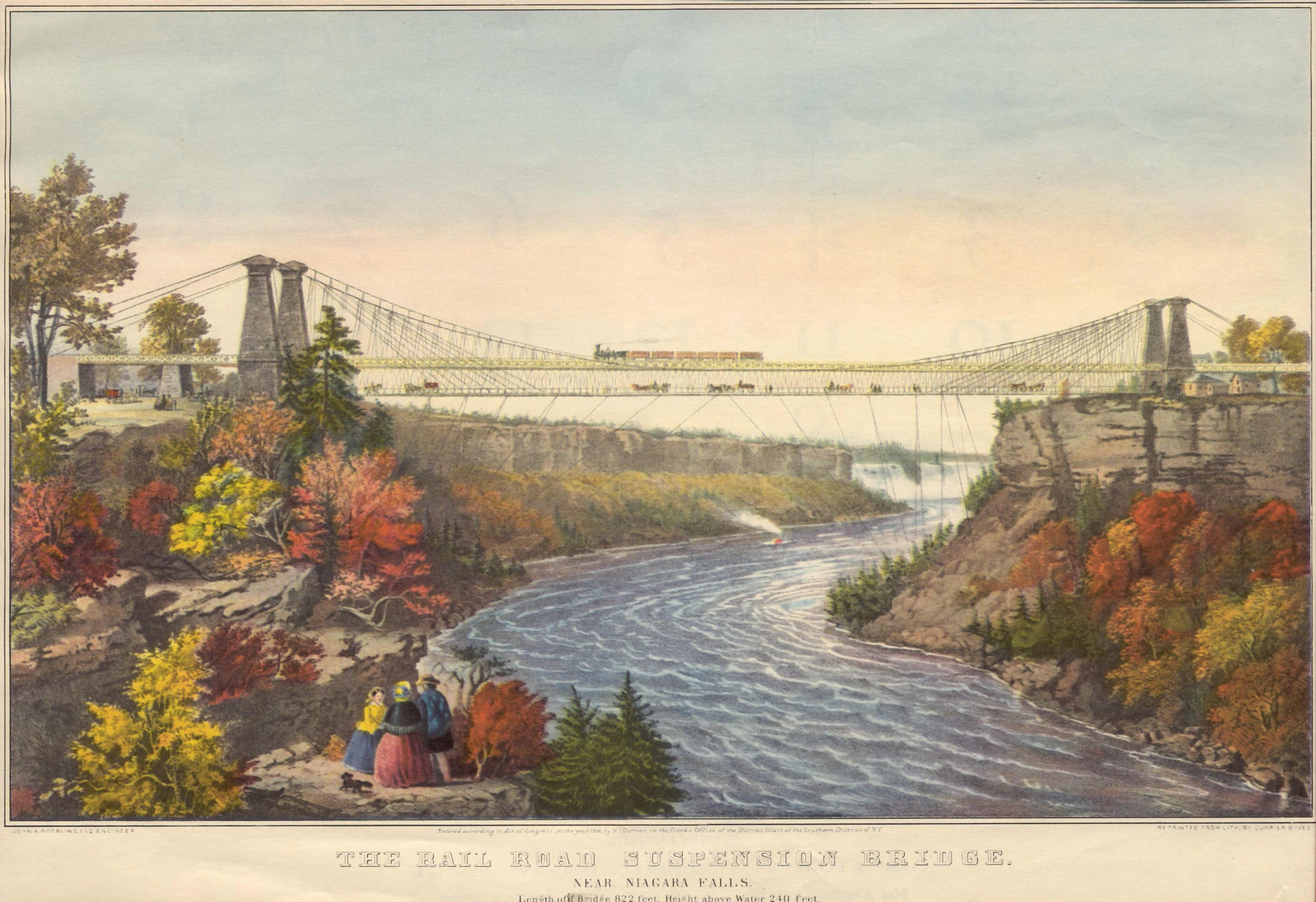
puente de las cataratas del Niágara (1851-1855)
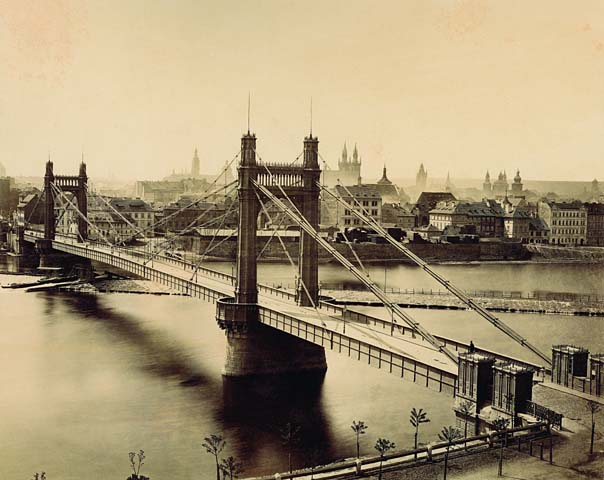
El puente de las cadenas de Francisco José I (1885), en Praga (demolido en 1949)

### Realizaciones aisladas (fin delsigloXIX- inicios delXX)
Muchos de los primeros puentes colgantes incluían construcciones atirantadas, como el puente peatonal de la Abadía Dryburgh de 1817, el patentado puente Victoria de Bath de sir James Dredge (1836) y el posterior puente Albert de Londres (1872) o el puente de Brooklyn (1883). Sus diseñadores descubrieron que la combinación de ambas tecnologías creaba un puente más rígido. Un ejemplo de esto es el puente de las cataratas del Niágara construido por John Augustus Roebling (1806-1869).  
Uno de los primeros puentes de tipo moderno fue el puente atirantado con tablero de hormigón de Albert Caquot de 1952 sobre el canal Donzère-Mondragon en Pierrelatte, pero tuvo poca influencia en el desarrollo posterior. El citado más a menudo como el primer puente atirantado moderno es el puente Strömsund con tablero de acero diseñado por Franz Dischinger (1956).
El ejemplo más antiguo y conocido de un verdadero puente atirantado es el puente de acero de Bluff Dale, situado en Bluff Dale (Texas, Estados Unidos), construido en 1890 por E.E. Ruyon.  En pleno siglo XX, los ejemplos más pioneros incluyen a Albert Gisclard, con el puente de Cassagnes (1899), en el que la componente horizontal de la fuerza de los cables es compensada por un cable puntal horizontal, previniendo así la compresión significativa del tablero.
El sistema fue asociado con el de los puentes en consola de Leinekugel Lecocq en el puente de Lézardrieux en 1925 en un sistema bastante complicado. Al año siguiente,  Eduardo Torroja, un ingeniero español, diseñó y construyó un puente atirantado para el acueducto de Tempul cerca de Jerez de la Frontera; para evitar apoyar una pila en el río, elevó el tramo central de 17 a 34 m y alivió el peso con dos juegos de cables que suspendió de las pilonas. Luego obtuvo la tensión deseada accionando gatos colocados debajo del pasaje de los cables en la parte superior de las pilonas. 
Pero estos fueron logros aislados.

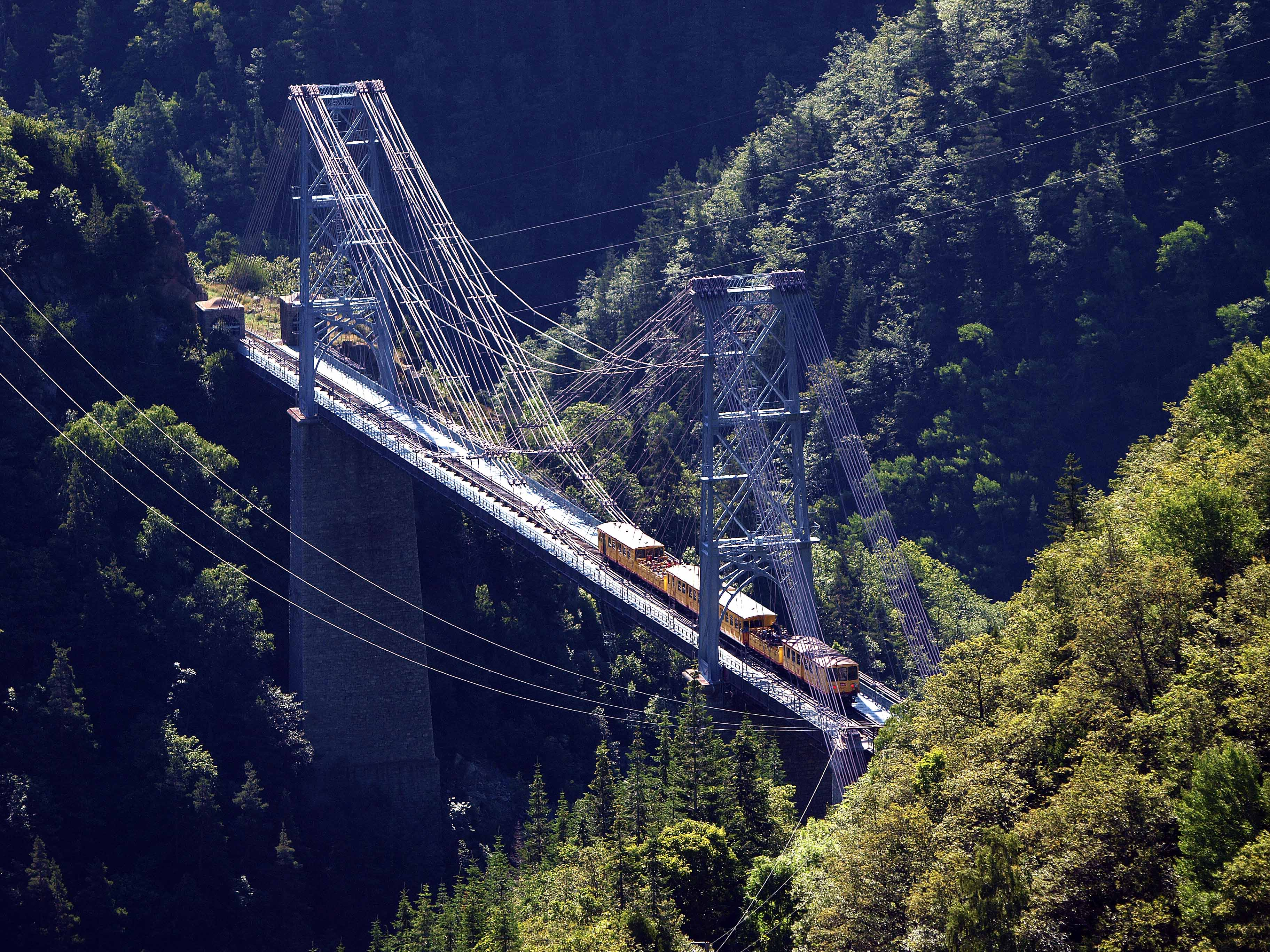
El puente de Cassagne (1899)
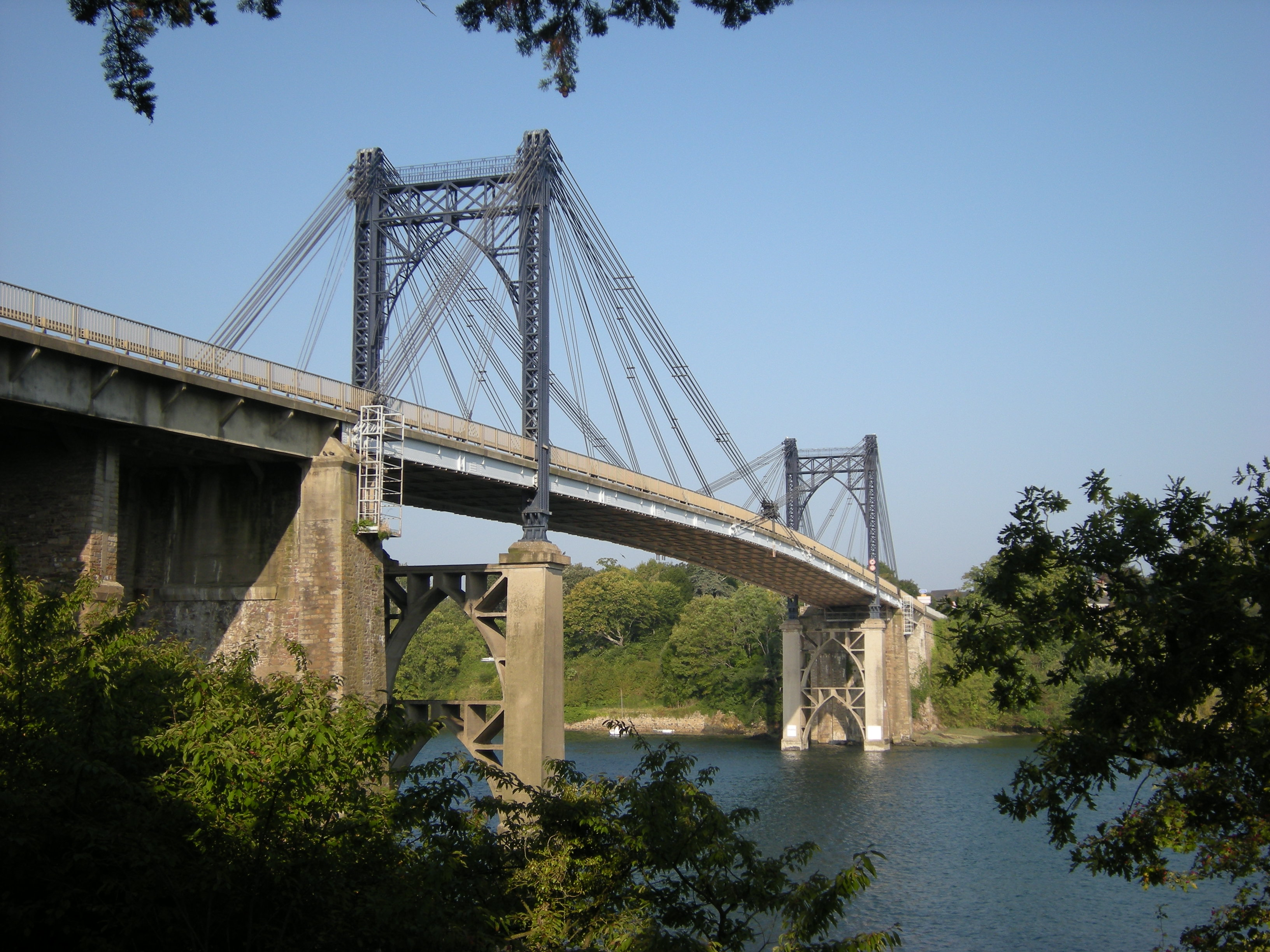
Puente de Lézardrieux

### El auge (1952 a hoy)

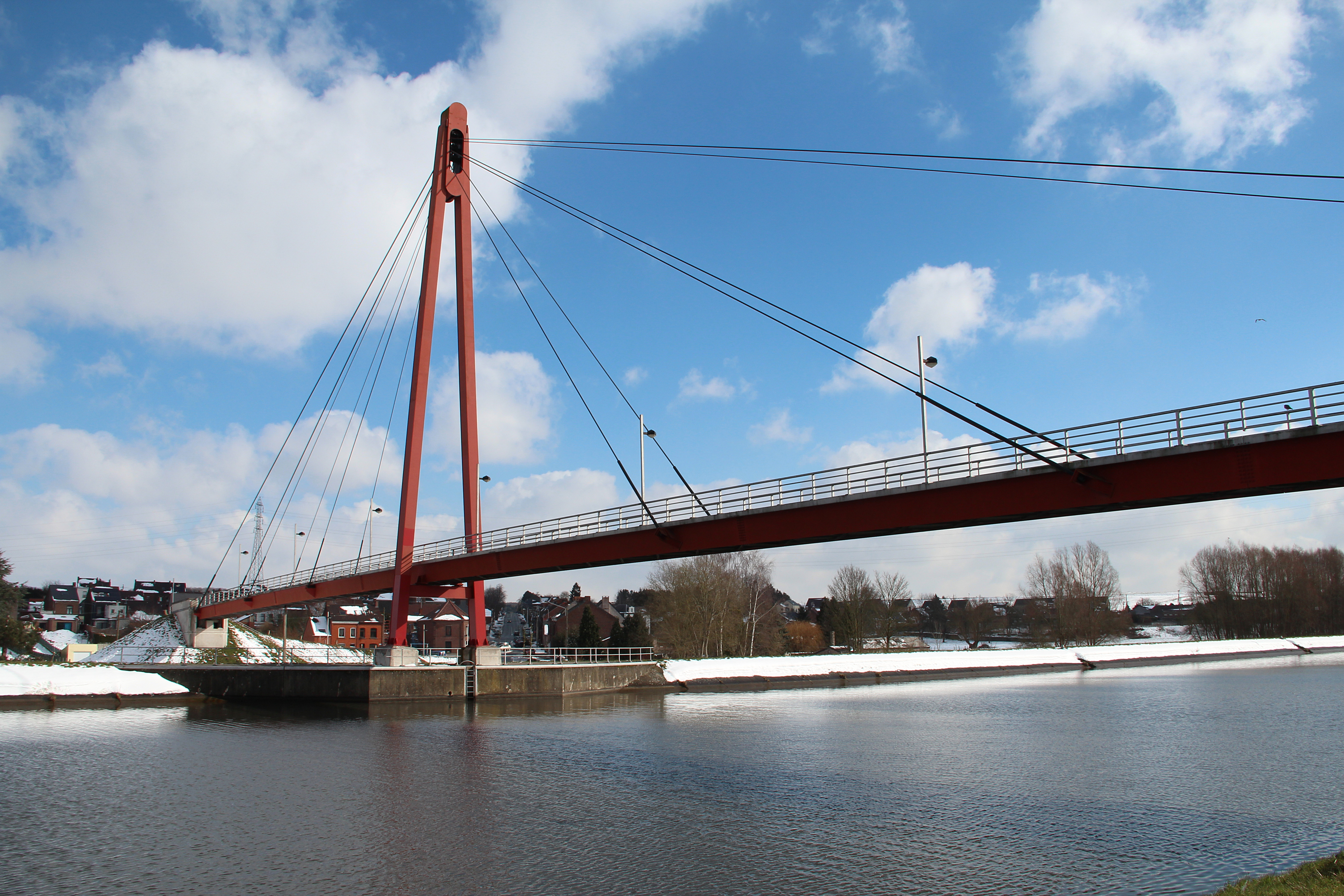
Pasarela de tirantes sobre el Canal du Centre.

El verdadero estudio de los puentes atirantados se remonta a principios de la década de 1950. En general, se acredita la paternidad a los ingenieros alemanes o incluso a los japoneses (puente Wakato), lo que parece inexacto si se consideran las fechas. Fritz Leonhardt sitúa en 1952 el estudio de la travesía del Rin, en Düsseldorf con tres obras de una misma familia a partir de una idea del arquitecto Friedrich Tamms: Nordbrücke, Kniebrücke y Oberkasseler Rheinbrücke, pero la realización fue más tardía. 
Franz Dischinger realizó en 1955 el puente de Strömsund en Suecia, que generalmente se considera el primer puente atirantado de acero. Este fue seguido en 1961 de la pasarela sobre la calle Schiller en Stuttgart, diseñada por Fritz Leonhardt, y de los puentes de Leverkusen (1965) y de Bonn-Norte (1967), obras de Hellmut Homberg. Pero Albert Caquot fue más rápido y construiría un nuevo puente atirantado con tablero de hormigón sobre el canal de Donzère-Mondragon, el puente de Donzère-Mondragon en Pierrelatte en 1952, que  puede ser considerado el primer puente atirantado moderno, pero aún con una gran influencia de los diseños previos. 
Otros pioneros clave en esa época fueron Fabrizio de Miranda, Riccardo Morandi y Fritz Leonhardt. En este momento se usaban muy pocos cables, como en el caso del puente de Theodor Heuss en Düsseldorf de 1958. Sin embargo, el empleo de pocos cables aumentaba enormemente el costo de construcción, por lo que los puentes modernos tienen muchos más cables. El tiempo ha hecho que los puentes atirantados se hagan un lugar en el diseño de puentes y desplacen a los puentes en ménsula.
Desde ese momento, muchos puentes atirantados han sido construidos en todo el mundo.

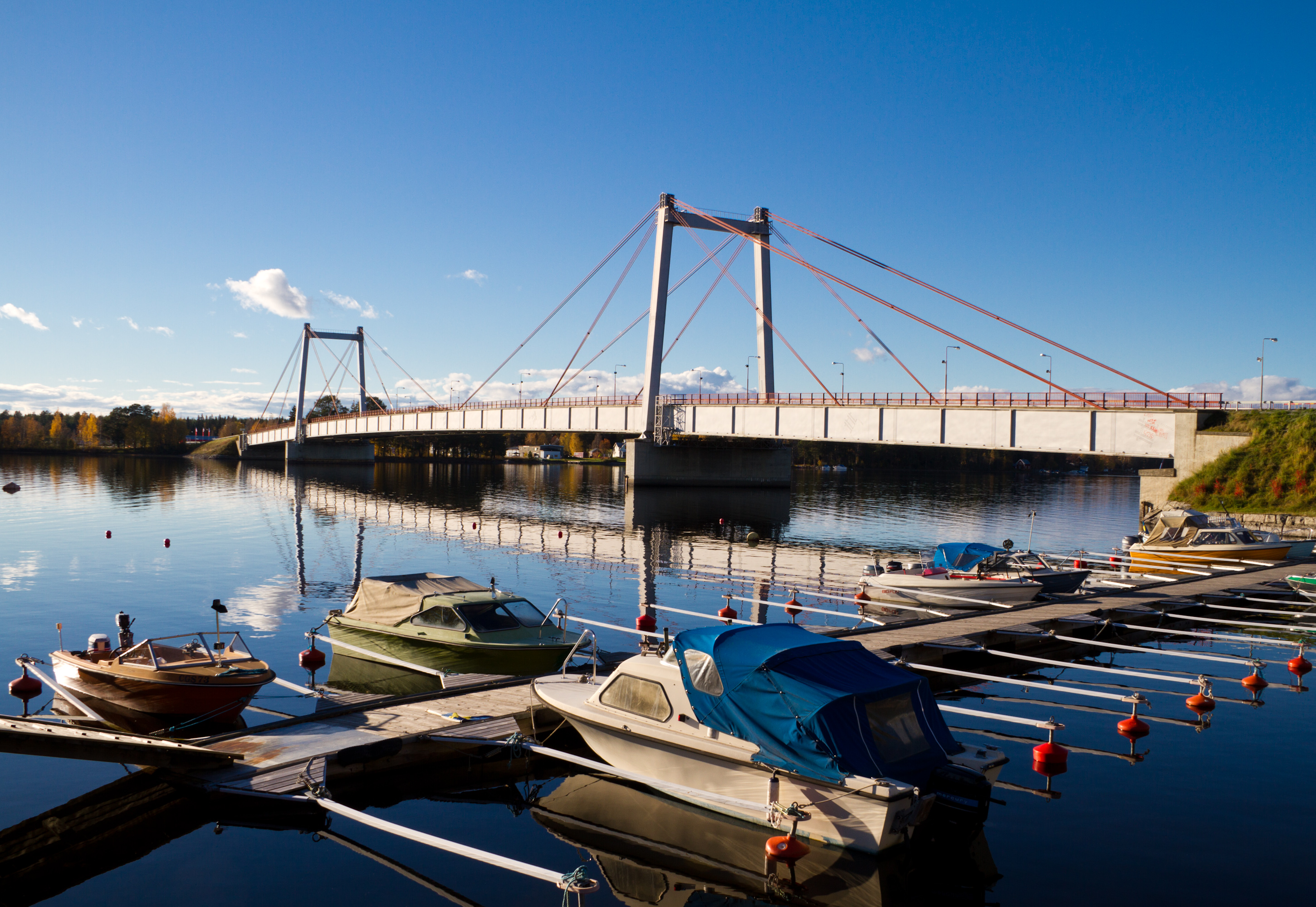
El puente Strömsund (1956)
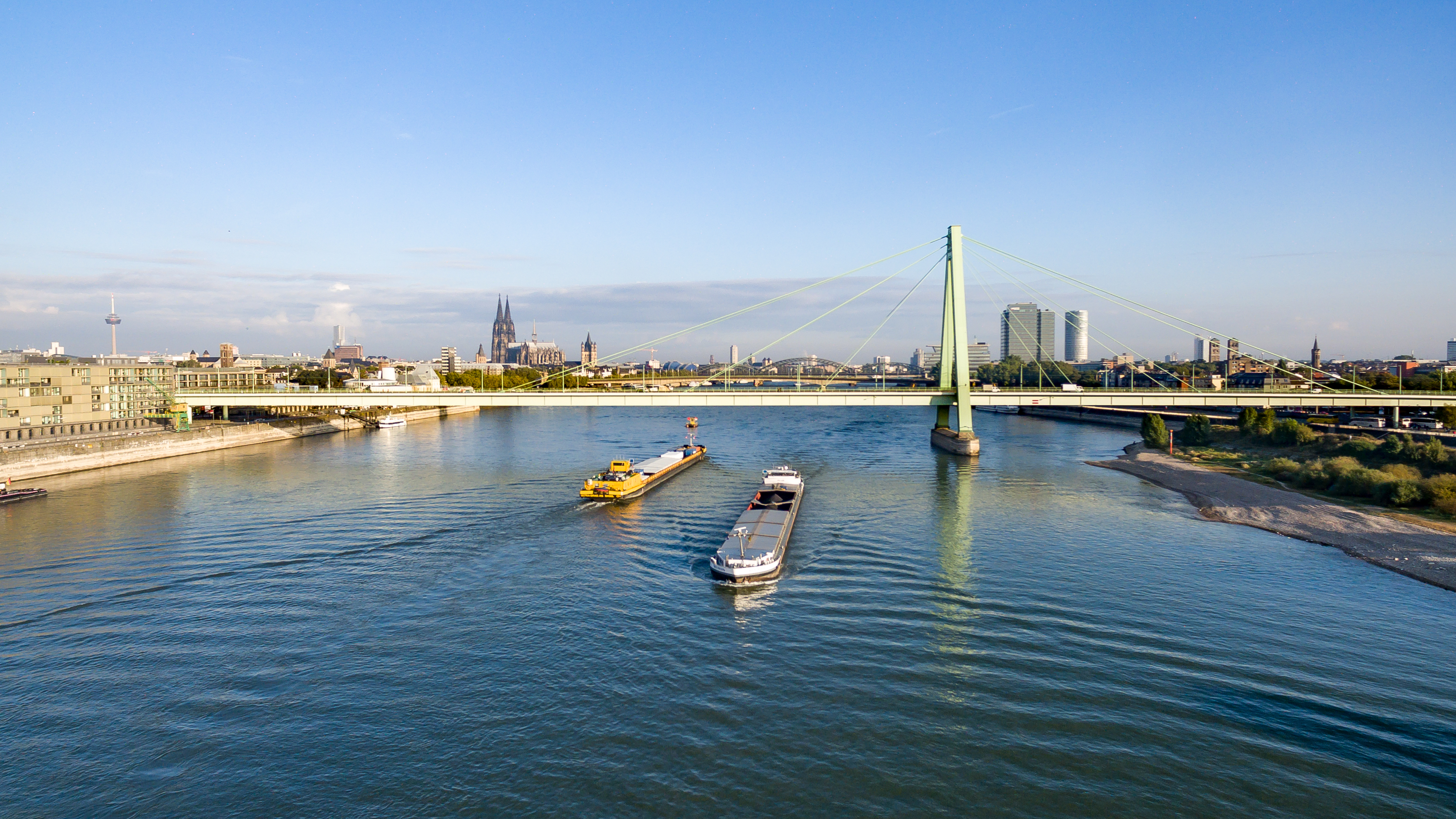
Puente Severin sobre el río Rin, en Colonia (1959)
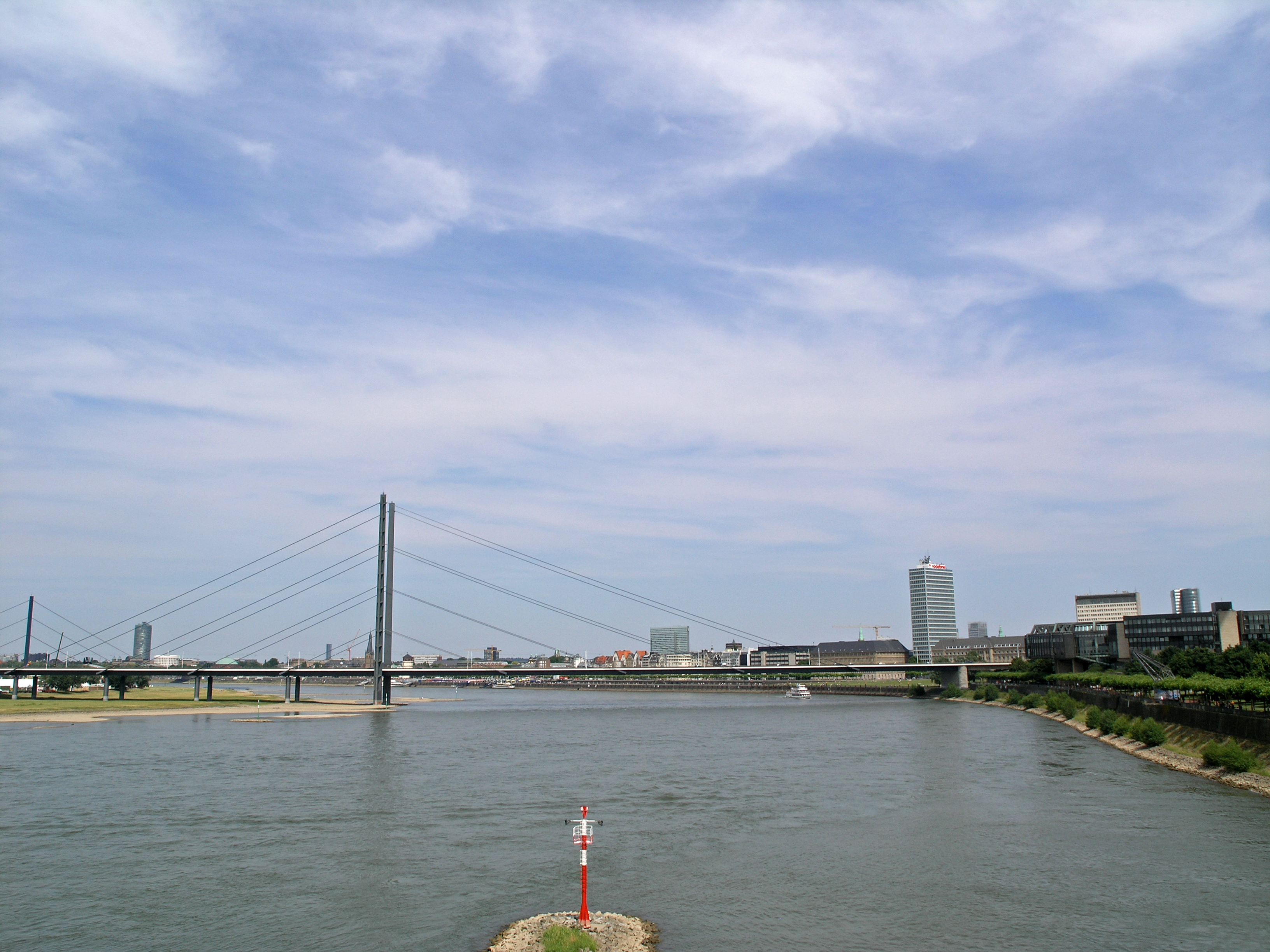
Kniebrücke sobre el Rin, en Düsseldorf (1969)
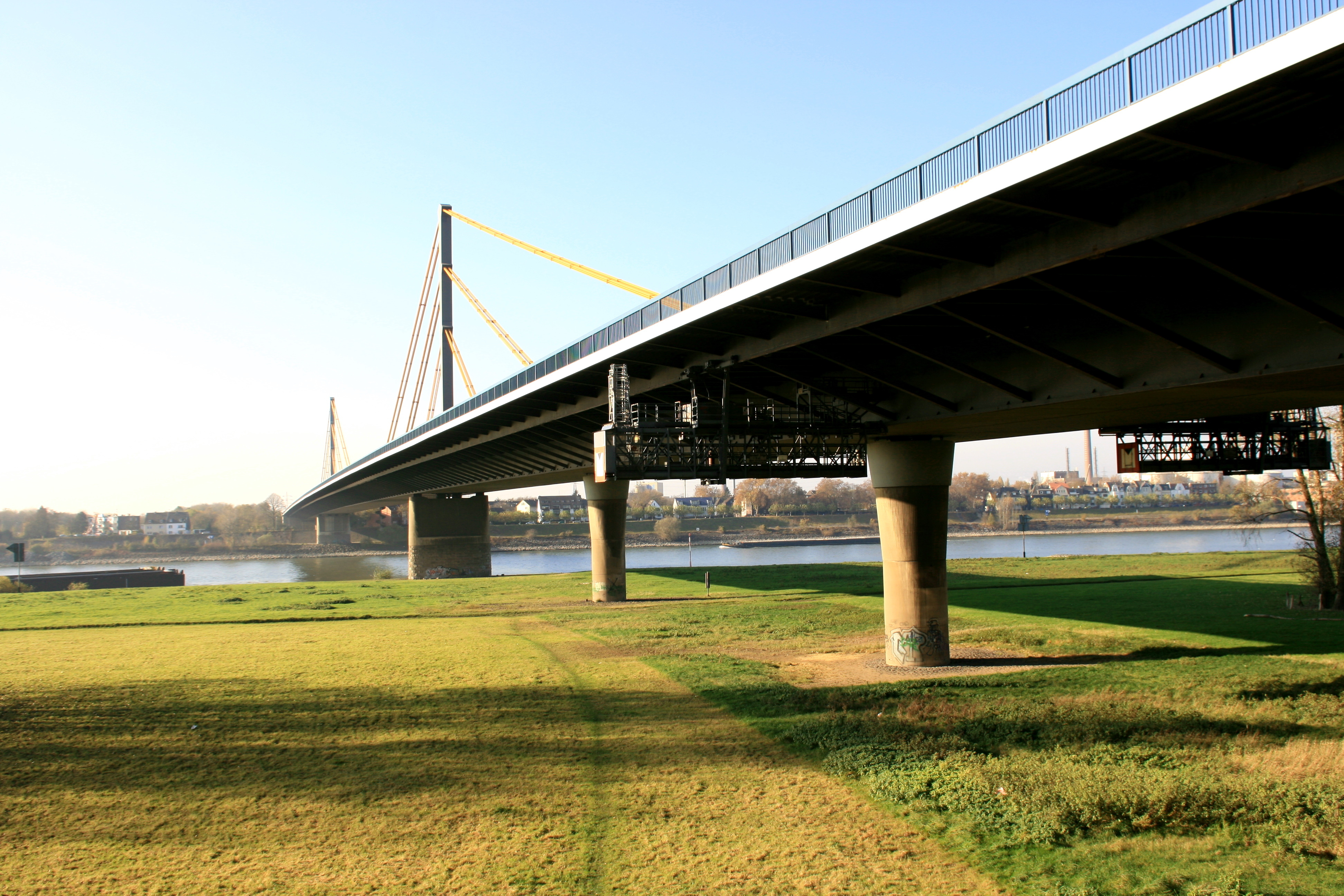
Puente Duisburg-Neuenkamp sobre el Rin, en Duisburg (1971)

## Características generales

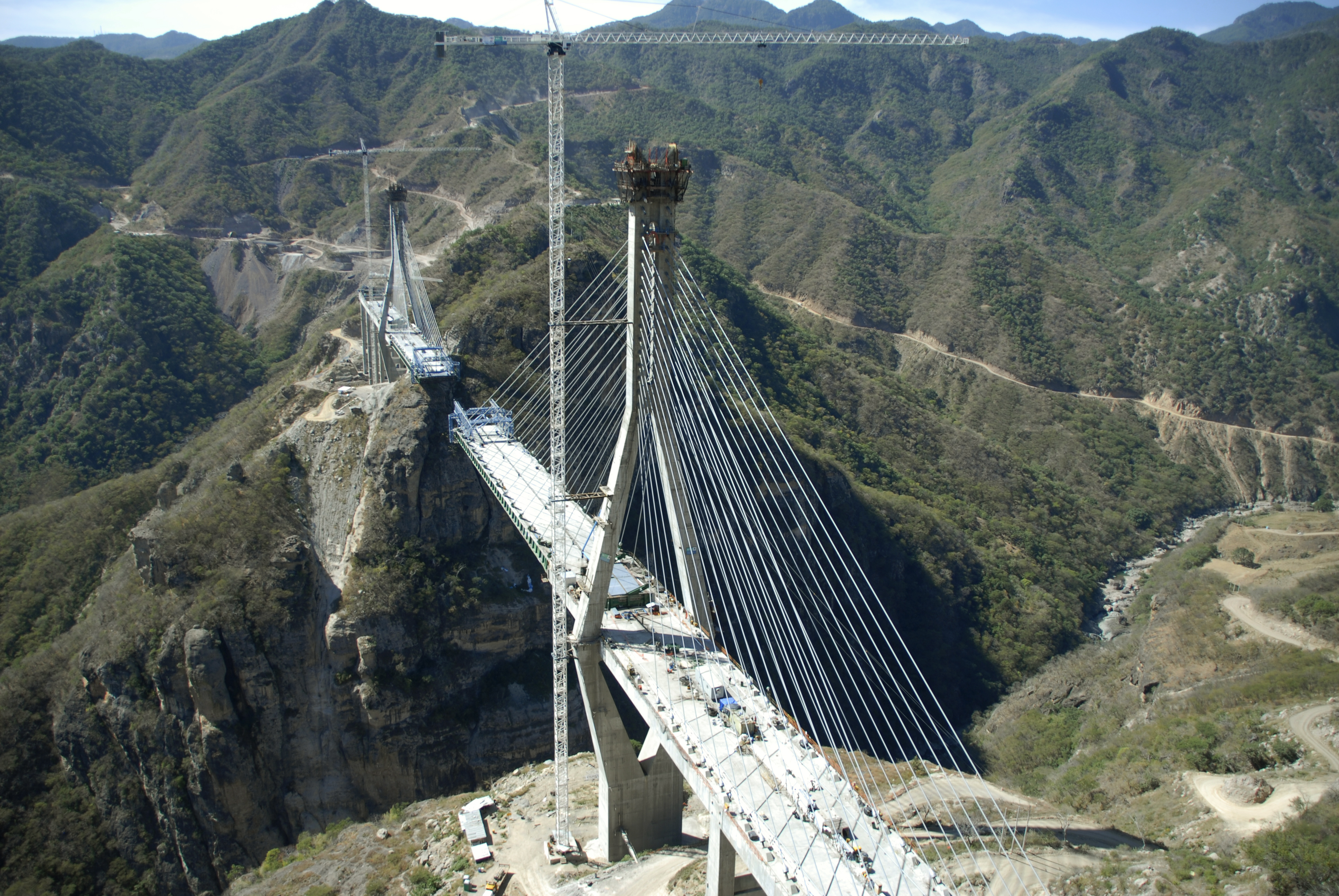
Puente Baluarte, el puente atirantado más alto del mundo.

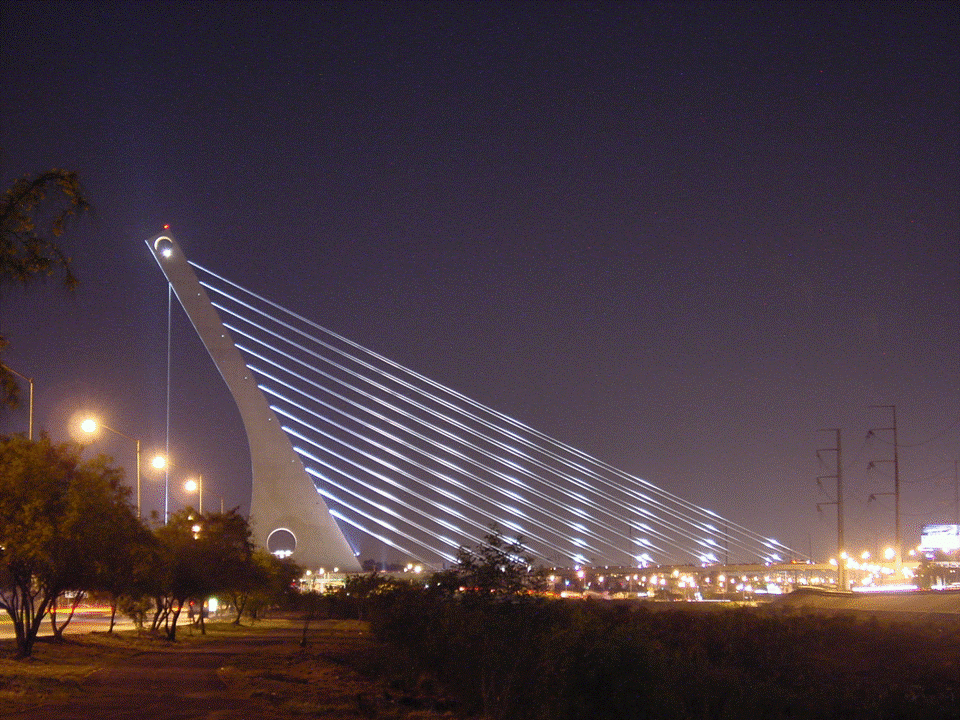
Puente de la Unidad, un puente de la ciudad de Monterrey que cruza el Río Santa Catarina.

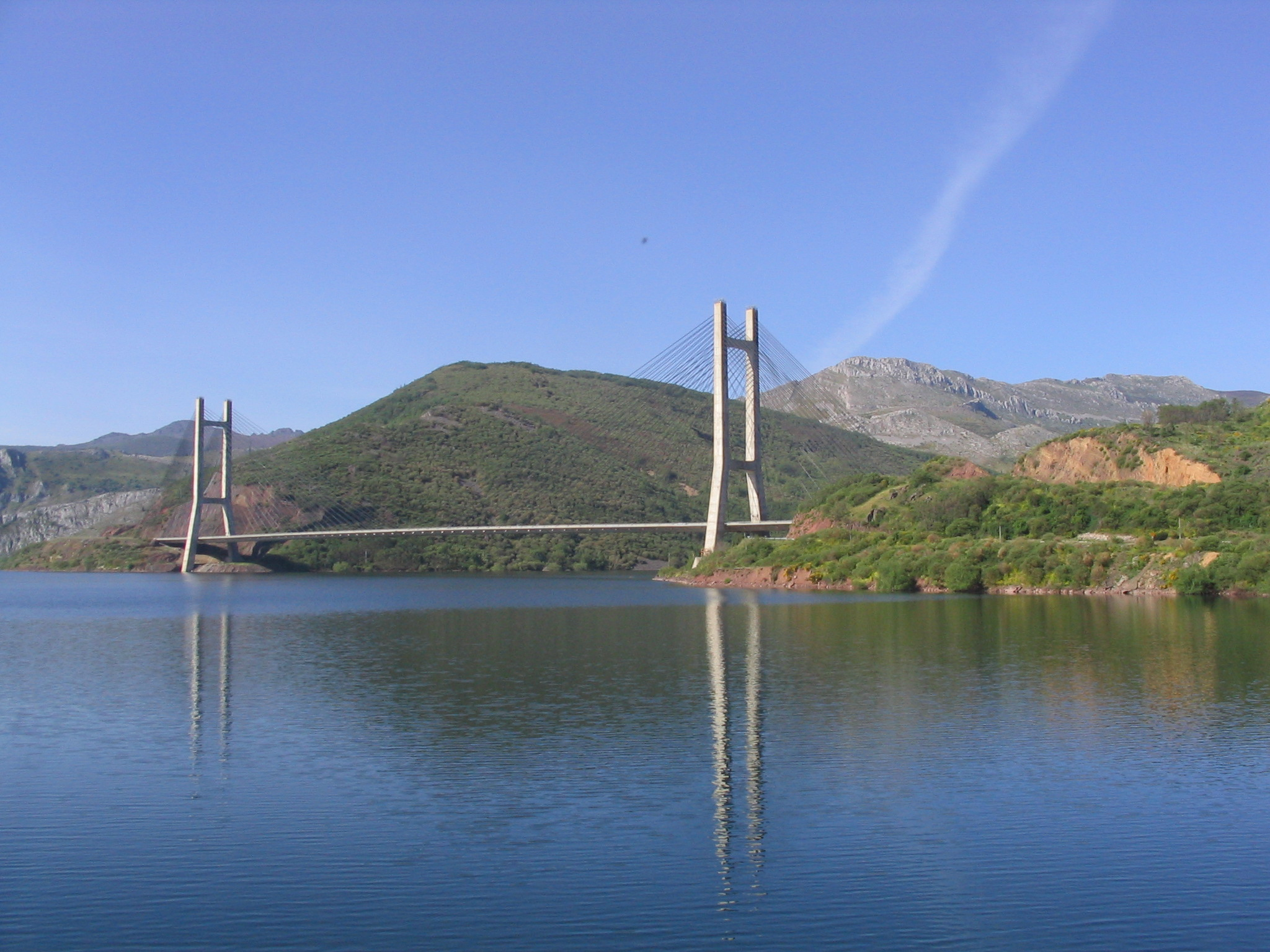
Foto del Puente Ingeniero Carlos Fernández Casado, en el Embalse de Barrios de Luna, un puente atirantado típico.

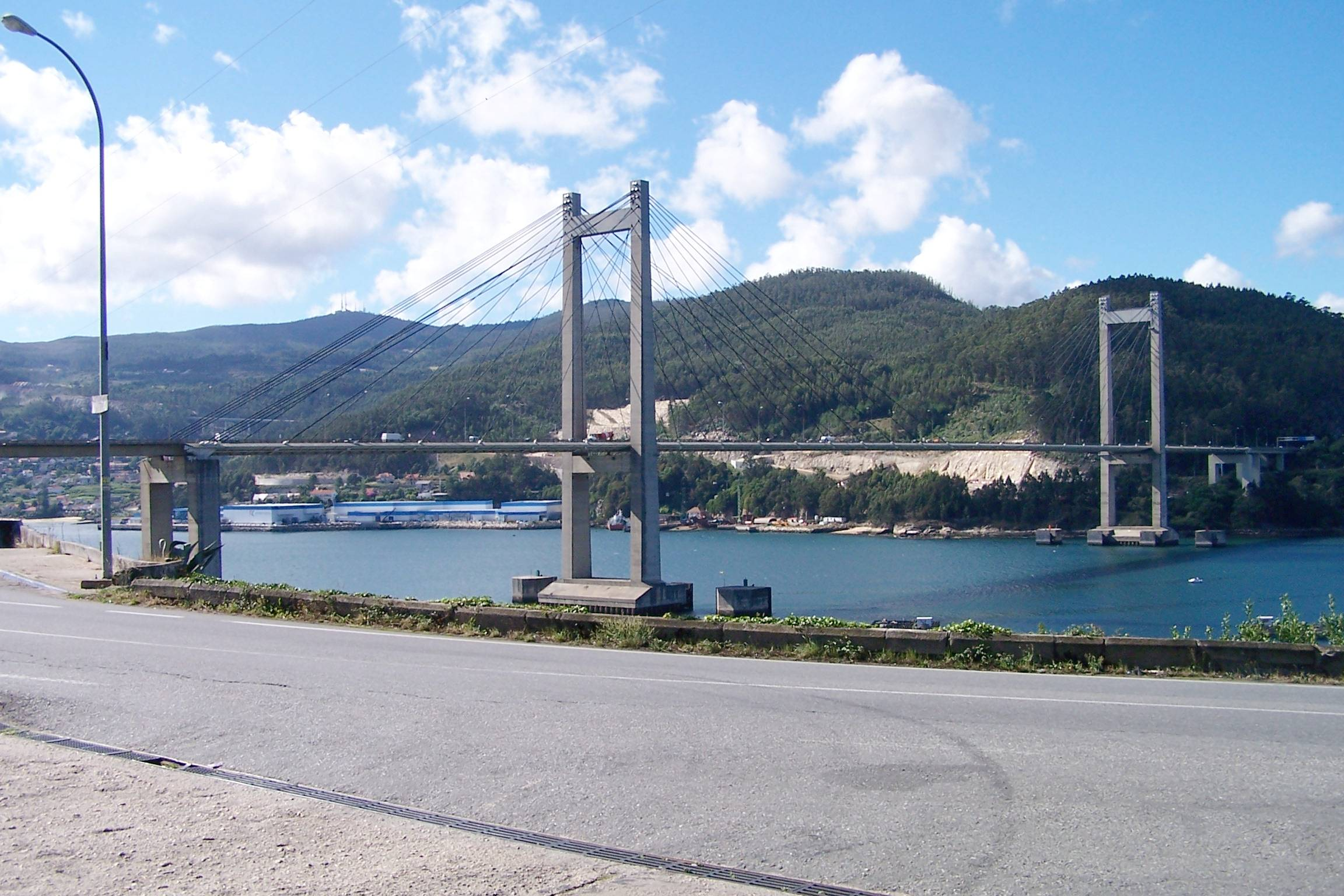
Puente de Rande, con dos pilares simétricos formados por dos torres, unidas por la parte superior y por debajo de la pista, que se sujeta desde sus bordes (dos planos de atirantamiento).

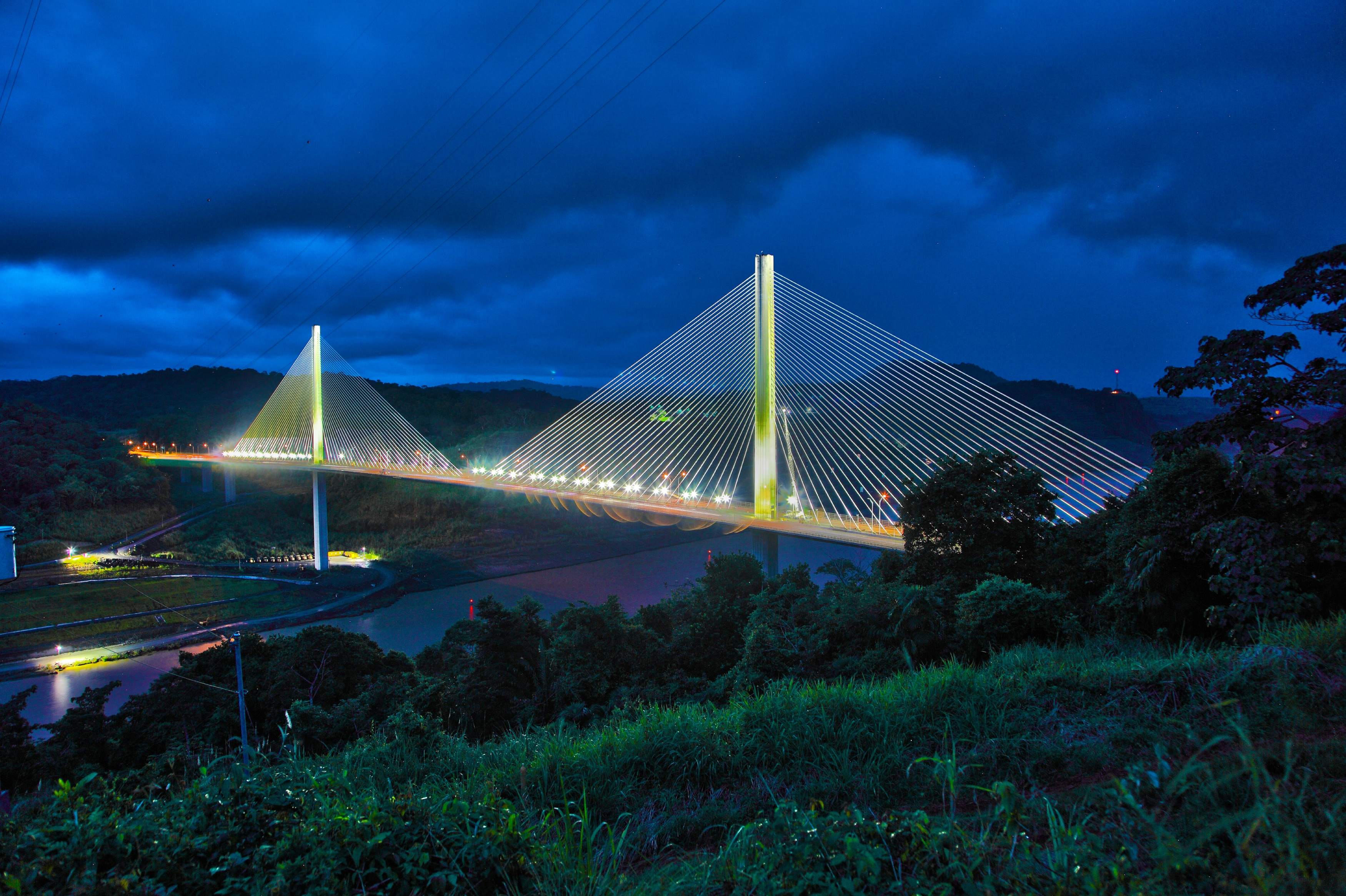
Puente Centenario, puente atirantado importante, ya que cruza el Canal de Panamá, Panamá, visto en el atardecer con las luces encendidas.

Los puentes atirantados ocupan un punto medio entre los puentes de acero de contrapeso  y los colgantes. Un puente colgante requiere más cables (y más acero), y uno de contrapeso, más acero para su construcción, aunque desde el punto de vista estructural serían puentes que trabajan en modo contrapeso.
Este tipo de puentes se usa en vanos medianos y grandes con luces que van de los 300 metros al kilómetro, como en estrechos y bahías, aunque para vanos mayores de un kilómetro, en la actualidad se usan solamente puentes colgantes. Si el diseñador lo considera y las condiciones del fondo lo permiten, se pueden construir puentes atirantados de vanos sucesivos que salvan luces mayores del kilómetro, como es el caso del Puente de Río-Antirio o el Viaducto de Millau. Este tipo de puentes también se emplea para pequeñas pasarelas peatonales.
Una de las características de estos puentes es el número de pilones: hay puentes con uno solo o con varios, lo más típico es que estén construidos con un par de torres cerca de los extremos. También se caracterizan por la forma de los pilones (forma de H, de Y invertida, de A, de A cerrada por la parte inferior (diamante), una sola pila...), y si los tirantes están sujetos a ambos lados de la pista, o si la sujetan desde el centro (dos planos de atirantamiento o uno solo, respectivamente). Asimismo es característica la disposición de los tirantes, ya que pueden ser paralelos o convergentes (radiales) respecto a la zona donde se sujetan en el pilón. Igualmente pueden tener un gran número de tirantes próximos, o pocos y separados, como en los diseños más antiguos.
Algunos puentes tienen en los pilares los mismos tirantes en el vano central del puente que en los de los extremos, otros tienen más cables en el vano del centro que en los vanos extremos, también conocidos como vanos de compensación.
Algunos puentes atirantados son puentes mixtos, con unos vanos atirantados y otros de tipo puente viga, como es el caso del Puente de Rande.

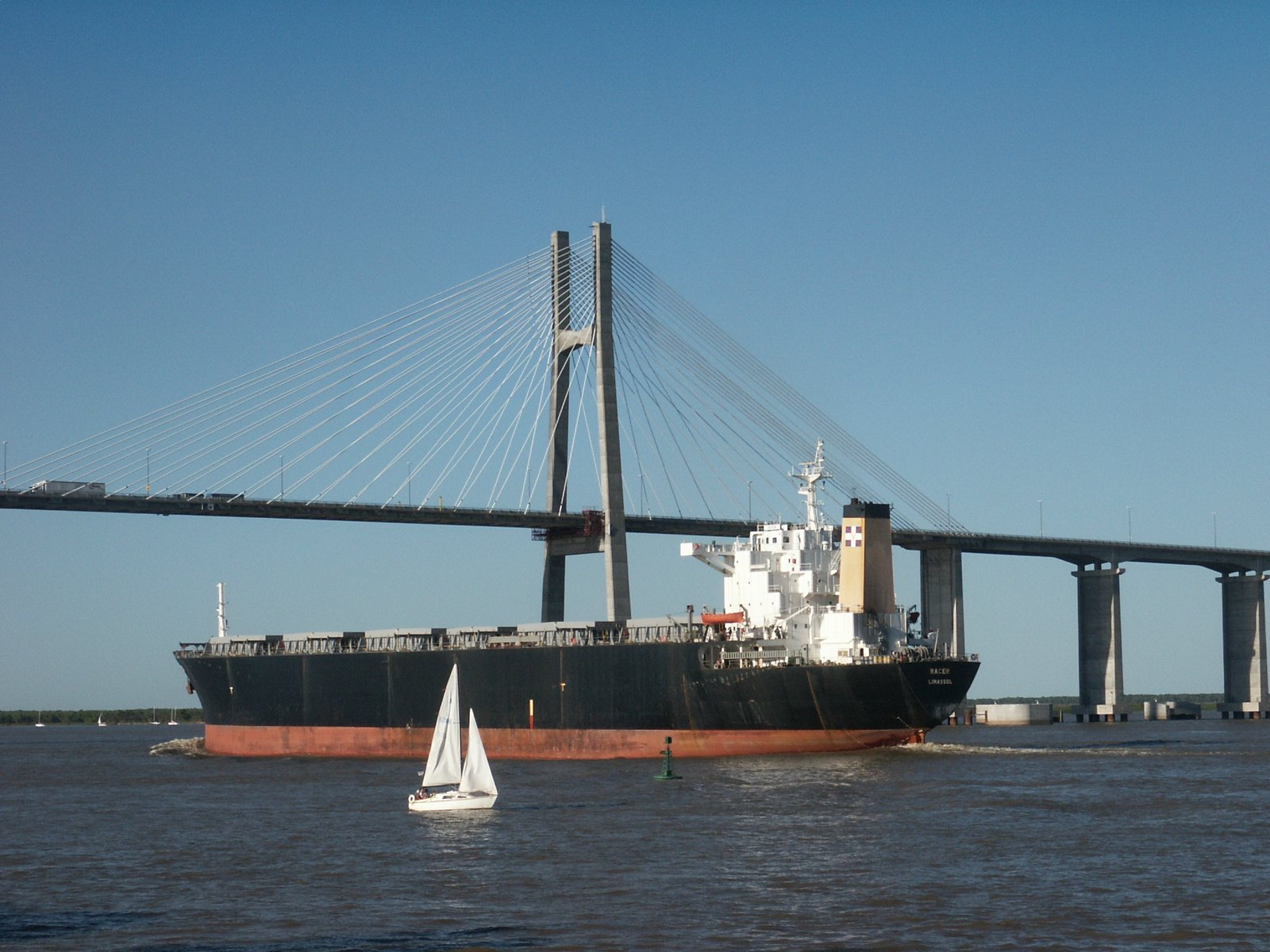
Puente Rosario-Victoria en Argentina, de 610 m de largo, que une las provincias de Santa Fe y Entre Ríos, cruzando el río Paraná.

## Comparación con los puentes colgantes

Diferentes tipos de pilas para puente atirantado.

Diferentes tipos de pilas para puente atirantado.

Los puentes atirantados, sobre todo si tienen varias torres, pueden ser muy parecidos a los colgantes, pero no lo son. En la construcción, en un puente colgante se disponen muchos cables de pequeño diámetro entre los pilares y los extremos donde se anclan al suelo o un contrapeso. Estos cables son la estructura primaria de carga del puente. Después, antes de montar la pista, se suspenden cables del cable principal, y más tarde se monta esta, sosteniéndola por dichos cables. Para ello, la pista se eleva en secciones separadas y se instala. Las cargas de la pista se transmiten a los cables, y de este al cable horizontal y luego a los pilares. Los contrapesos de los extremos reciben una gran fuerza horizontal.
En los puentes atirantados, las cargas se transmiten al pilar central a través de los cables, pero al estar inclinados, también se transmiten por la propia sección hasta el pilar, donde se compensa con la fuerza recibida por el otro lado, no con un contrapeso en el extremo. Por ello, no requieren anclajes en los extremos.

Diferencias entre los distintos tipos de puentes
Puente colgante
Puente atirantado, diseño en abanico
Puente atirantado, diseño en arpa

## Variantes de puentes atirantados

### Puente atirantado de pilón lateral
En este tipo de puente, el pilón no está situado en el mismo plano de la pista (longitudinal), sino un poco a un lado. Este diseño permite construir puentes con pistas algo curvadas.

### Puente atirantado asimétrico
Este tipo de puentes usa un pilar en un extremo del puente al que llegan los cables. Estos puentes no son muy diferentes respecto a los atirantados normales. La fuerza de los cables puede ser compensada continuando estos hasta unos contrapesos en el suelo. Los cables pueden ser sustituidos por pilares de hormigón prensado trabajando a compresión.

### Puente atirantado de pilón en contrapeso

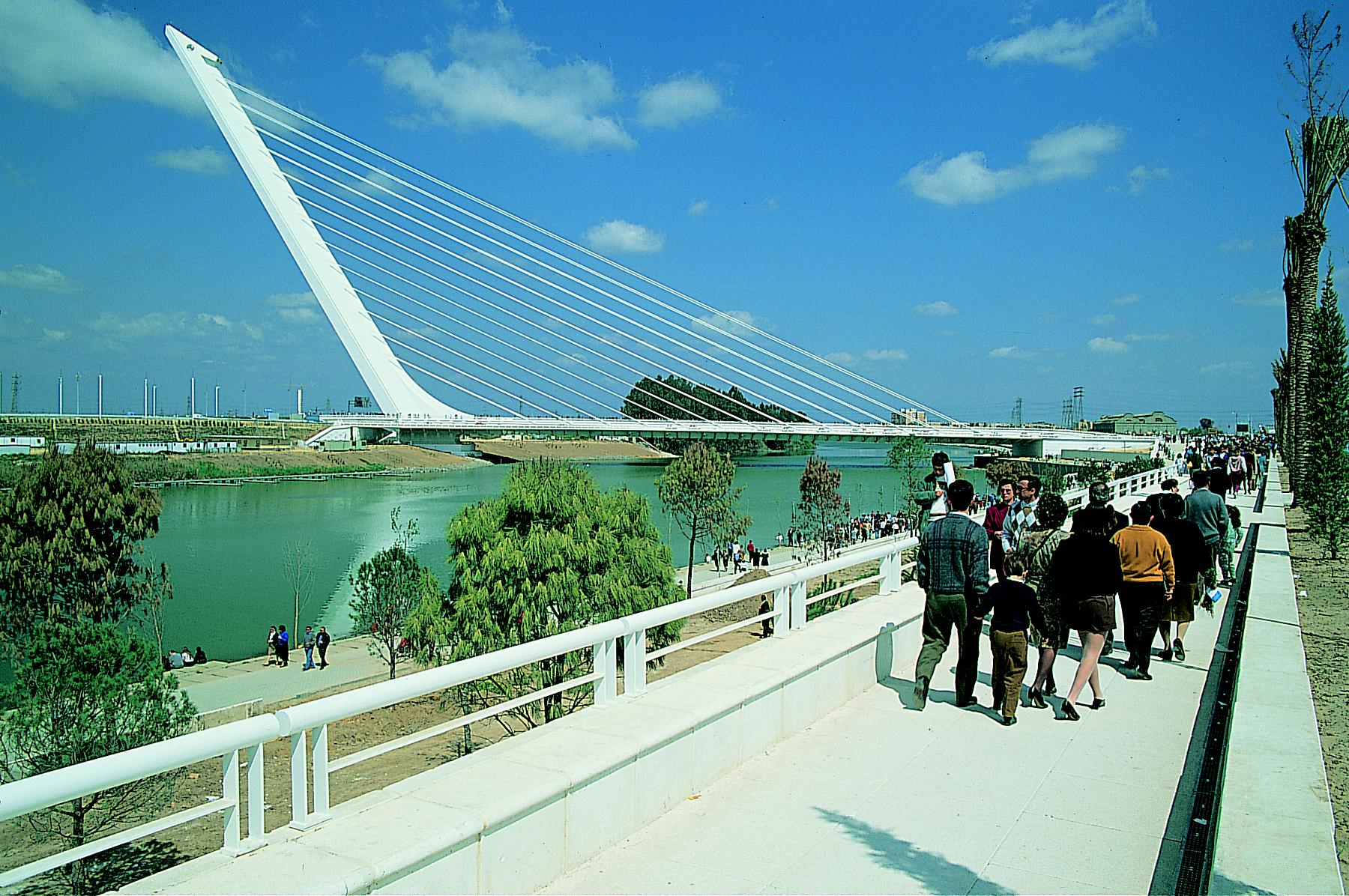
Puente del Alamillo, con el pilar a un lado y sin tirantes al otro lado del pilar.

Es un puente similar al anterior, salvo que los cables no continúan hasta el contrapeso, sino que están anclados al pilón, y el pilón sujeta la fuerza de los cables, debido a su propio peso y su anclaje en el terreno. Uno de los pioneros de este diseño es Santiago Calatrava con el Puente del Alamillo en Sevilla.

### Evolución histórica de los de tramos atirantados más largos del mundo
Esta lista intenta rastrear el puente con el tramo principal atirantado más largo a lo largo del tiempo; puede estar incompleta ya que las fuentes detalladas de los puentes atirantados premodernos no siempre están disponibles, por lo que la cronología puede no ser precisa.
| º      |           |              |                                                                            |                                                                       |                                                         |                |
| ------ | --------- | ------------ | -------------------------------------------------------------------------- | --------------------------------------------------------------------- | ------------------------------------------------------- | -------------- |
| Imagen | Periodo   | Longitud (m) | Nombre                                                                     | Accidente que atraviesa                                               | Localización                                            | País           |
|        | 1871-1885 | 73           | Viejo Puente Redheugh (destruido en 1885)                                  | Río Tyne                                                              | Newcastle upon Tyne                                     | Reino Unido    |
|        | 1885-1891 | 35           | Järnbron                                                                   | Río Fyris                                                             | Uppsala                                                 | Suecia         |
|        | 1891-1914 | 43           | Puente Bluff Dale                                                          | Río Paluxy                                                            | Bluff Dale, Texas                                       | Estados Unidos |
|        | 1914-1922 | 52           | Puente Kaihihi Stream                                                      | -                                                                     | Okato                                                   | Nueva Zelanda  |
|        | 1922-1926 | 57,8         | Puente Tauranga                                                            | Río Waioeka                                                           | Opotiki                                                 | Nueva Zelanda  |
|        | 1926-1952 | 58           | Puente de San Patricio (parte del acueducto del Tempul)                    | Río Guadalete                                                         | Jerez de la Frontera                                    | España         |
|        | 1952-1956 | 81           | Puente Donzère-Mondragon                                                   | Canal Donzère-Mondragon                                               | Pierrelatte                                             | Francia        |
|        | 1956-1957 | 182          | Puente Strömsund                                                           | Ströms vattudal                                                       | Strömsund                                               | Suecia         |
|        | 1957-1959 | 260          | Puente Theodor Heuss                                                       | Río Rin                                                               | Düsseldorf                                              | Alemania       |
|        | 1959-1969 | 302          | Puente Severin                                                             | Río Rin                                                               | Colonia                                                 | Alemania       |
|        | 1969-1971 | 319          | Kniebrücke                                                                 | Río Rin                                                               | Düsseldorf                                              | Alemania       |
|        | 1971-1974 | 350          | Puente Duisburg-Neuenkamp                                                  | Río Rin                                                               | Duisburg                                                | Alemania       |
|        | 1974-1983 | 404          | Puente de Saint-Nazaire                                                    | Río Loira                                                             | Saint-Nazaire / Saint-Brevin-les-Pins (Loira Atlántico) | Francia        |
|        | 1983-1986 | 440          | Puente Ingeniero Carlos Fernández Casado                                   | Embalse de Barrios de Luna                                            | Barrios de Luna                                         | España         |
|        | 1986-1991 | 465          | Puente Alex Fraser                                                         | Río Fraser                                                            | Delta, Columbia Británica                               | Canadá         |
|        | 1991-1993 | 530          | Puente de Skarnsund                                                        | Skarnsund                                                             | Inderøy                                                 | Noruega        |
|        | 1993-1995 | 602          | Puente de Yangpu                                                           | Río Huangpu                                                           | Shanghái                                                | China          |
|        | 1995-1999 | 856          | Puente de Normandía                                                        | Río Sena                                                              | Le Havre                                                | Francia        |
|        | 1999-2008 | 890          | Gran Puente de Tatara                                                      | Mar Interior de Seto                                                  | Prefecturas de Hiroshima y Ehime                        | Japón          |
|        | 2008-2012 | 1088         | Puente Sutong                                                              | Río Yangtsé                                                           | Suzhou – Nantong (Jiangsu)                              | China          |
|        | 2012-hoy  | 1104         | Puente de la isla Russki (puente atirantado más largo entre 2012–presente) | Estrecho del Bósforo Oriental (golfo de Pedro el Grande, mar de Japón | Vladivostok                                             | Rusia          |